# Anthornis
Anthornis G. R. Gray, 1840 è un genere di uccelli della famiglia dei Melifagidi, comprendente due specie delle quali solo una è attualmente vivente:
- Anthornis melanura (Sparrman, 1786) - campanaro di Nuova Zelanda;
- Anthornis melanocephala G. R. Gray, 1843 - campanaro delle Chatham †.

Furono così chiamati per via del loro canto, che fu paragonato allo scampanellio di piccoli campanelli d'argento.